# El Zanjón
El Zanjón o Villa Zanjón es una localidad argentina  de la provincia de Santiago del Estero.

## Población
Cuenta con 2290 habitantes (Indec, 2010), lo que representa un incremento del 4,95 % frente a los 2182 habitantes (Indec, 2001) del censo anterior. Se encuentra conurbada con la ciudad de Santiago de Estero y La Banda, en una aglomeración que el INDEC denomina Santiago del Estero - La Banda.
| Gráfica de evolución demográfica de El Zanjón entre 1991 y 2010 |
|                                                                 |
| Fuente: Censos nacionales del INDEC                             |

## Parroquias de la Iglesia católica en El Zanjón
| Diócesis  | Santiago del Estero |
| --------- | ------------------- |
| Parroquia | Santa María         |